# العلاقات الدنماركية الجنوب إفريقية
العلاقات الدنماركية الجنوب أفريقية هي العلاقات الثنائية التي تجمع بين الدنمارك وجنوب أفريقيا.

## مقارنة بين البلدين
هذه مقارنة عامة ومرجعية للدولتين:
| وجه المقارنة                                              | الدنمارك                                                     | جنوب أفريقيا |
| --------------------------------------------------------- | ------------------------------------------------------------ | --- |
| المساحة (كم2)                                             | 42.92 ألف                                                    | 1.22 مليون |
| عدد السكان (نسمة)                                         | 5.79 مليون                                                   | 57.73 مليون |
| الكثافة السكانية (ن./كم²)                                 | 134.9                                                        | 47.32 |
| العاصمة                                                   | كوبنهاغن                                                     | بريتوريا، بلومفونتين، كيب تاون |
| اللغة الرسمية                                             | اللغة الدنماركية                                             | لغة إنجليزية، اللغة الأفريقانية، اللغة النديبلي الجنوبية، اللغة السوثو الشمالية، اللغة السوتية، لغة سوازي، اللغة التسونجا، اللغة التسوانية، اللغة الفيندية، اللغة الكوسية، اللغة الزولوية |
| العملة                                                    | كرونة دنماركية                                               | راند جنوب أفريقي |
| الناتج المحلي الإجمالي (بليون دولار)                      | 324.87 مليار                                                 | 349.42 مليار |
| الناتج المحلي الإجمالي (تعادل القوة الشرائية) بليون دولار | 278.61 مليار                                                 | 725.91 مليار |
| الناتج المحلي الإجمالي الاسمي للفرد دولار أمريكي          | 51.99 ألف                                                    | 5.72 ألف |
| الناتج المحلي الإجمالي للفرد دولار أمريكي                 | 45.54 ألف                                                    | 13.05 ألف |
| مؤشر التنمية البشرية                                      | 0.900                                                        | 0.666 |
| رمز المكالمات الدولي                                      | +45                                                          | +27 |
| رمز الإنترنت                                              | .dk                                                          | .za |
| المنطقة الزمنية                                           | توقيت وسط أوروبا، ت ع م+02:00، ت ع م+01:00، أوروبا/كوبنهاجن ‏ | ت ع م+02:00، أفريقيا/جوهانسبرغ ‏ |

## منظمات دولية مشتركة
يشترك البلدان في عضوية مجموعة من المنظمات الدولية، منها:
| علم المنظمة | اسم المنظمة                        | تاريخ انضمام الدنمارك | تاريخ انضمام جنوب أفريقيا |
| ----------- | ---------------------------------- | --------------------- | ------------------------- |
|             | مؤسسة التنمية الدولية              | 30 نوفمبر 1960        | 12 أكتوبر 1960            |
|             | نظام تحكم تكنولوجيا القذائف        | 1990                  | 1995                      |
|             | وكالة ضمان الاستثمار متعدد الأطراف | 12 أبريل 1988         | 10 مارس 1994              |
|             | يونسكو                             | 4 نوفمبر 1946         | 4 نوفمبر 1946             |
|             | الأمم المتحدة                      | 24 أكتوبر 1945        | 7 نوفمبر 1945             |
|             | الفريق المعني برصد الأرض           | ?                     | ?                         |
|             | الاتحاد البريدي العالمي            | ?                     | ?                         |
|             | البنك الدولي للإنشاء والتعمير      | 30 نوفمبر 1960        | 27 ديسمبر 1945            |
|             | الاتحاد الدولي للاتصالات           | 1866                  | 1910                      |
|             | منظمة حظر الأسلحة الكيميائية       | ?                     | ?                         |
|             | مؤسسة التمويل الدولية              | 20 يوليو 1956         | 3 أبريل 1957              |
|             | منظمة التجارة العالمية             | 1995                  | 1995                      |
|             | مجموعة الموردين النوويين           | ?                     | ?                         |
|             | منظمة الشرطة الجنائية الدولية      | ?                     | ?                         |
|             | البنك الإفريقي للتنمية             | ?                     | ?                         |

## أعلام
هذه قائمة لبعض الشخصيات التي تربطها علاقات بالبلدين:
- جاكسون تشوك (ملاكم جنوب أفريقي، 29 مايو 1985 – )

## وصلات خارجية
- موقع وزارة الخارجية الدنماركية
- موقع وزارة الخارجية الجنوب أفريقية